# Ángel R. Cabada (municipalité)
La municipalité de Ángel R. Cabada, de son nom complet Ángel Rosario Cabada, est l'une des 212 municipalités de l'État de Veracruz, et est située dans la partie sud-est de cet État, au Mexique. Située sur la rive nord du golfe du Mexique, elle prend appui sur les piémonts occidentaux du massif volcanique de la Sierra de los Tuxtlas, et fait partie du bassin du fleuve Río Papaloapan. Son chef-lieu est la ville éponyme de Ángel R. Cabada. Elle dépend de la région administrative de Papaloapan, qui une des 10 subdivisions administratives de l'État de Veracruz.

## Toponymie
La municipalité et son chef-lieu tirent leurs noms d'un chimiste et militant de la cause paysanne, Ángel Rosario Cabada Lili, le plus souvent appelé Ángel R. Cabada (es), qui mourut assassiné en 1921.

## Géographie
La municipalité de Ángel R. Cabada s'étend du nord au sud dans la plaine côtière du golfe du Mexique, dont elle est riveraine, et se trouve flanquée à l'est par le massif volcanique de la Sierra de los Tuxtlas. Elle est traversée d'est en ouest par la rivière Tecolapan, qui se jette dans la lagune d'Alvarado, où elle rejoint le fleuve Río Papaloapan, tandis que d'autres cours d'eau plus petits, tel le Cañas, descendent de la Sierra de los Tuxtlas pour se jeter directement dans golfe. Son chef-lieu est la ville éponyme de Ángel R. Cabada, qui se trouve dans les confins orientaux de son territoire. Ce territoire occupe une surface de 431,1 km2, était peuplé en 2010 de 33 528 habitants pour une densité de 78,2 habitants par km2.
Elle limitrophe à l'ouest des municipalités de Lerdo de Tejada et de Saltabarranca, au sud de celle de Santiago Tuxtla, et à l'est de celle de San Andrés Tuxtla.

## Composition et démographie
La municipalité était composée en 2015 de 234 localités, dont une seule était considérées comme urbaine, les autres étant rurales.
| Localité                                | Population |
| --------------------------------------- | ---------- |
| Ángel R. Cabada                         | 12 033     |
| Tecolapan                               | 2284       |
| San Juan de los Reyes (Luis Valenzuela) | 1646       |
| Tula                                    | 1356       |
| Los Lirios                              | 1292       |
| Reste des localités                     | 14 917     |
| Total population                        | 33 528     |

En plus de l'espagnol, plusieurs langues amérindiennes sont parlées dans la municipalité, dont les principales sont par ordre d'importance : le nahuatl, le popoluca, et le zapotèque.

## Histoire
La municipalité est créée en 1931, son chef-lieu porte alors le nom d'El Mesón, qui ne prendra son nom actuel qu'en 1966.

## Économie

### Agriculture et élevage
La superficie des parcelles semées représentait, en 2017 une surface totale de 8374 hectares, parmi lesquels 6660 hectares voués à la culture de la canne à sucre, 1560 hectares voués à celle du maïs, et 70 hectares voués à culture des orangers.
En 2017, la production de viande par tonnes comprenait 1461,2 tonnes de viande bovine, 260 tonnes de viande porcine, 12,5 tonnes de viande ovine, 630,2 tonnes de volailles, et 6,8 tonnes de dinde. La superficie vouée à l'élevage représentait alors 16 699 hectares.